# Associazione Calcio Nocerina 1976-1977
Questa pagina raccoglie le informazioni riguardanti l'Associazione Calcio Nocerina nelle competizioni ufficiali della stagione 1976-1977.

## Rosa
| N. |                   | Ruolo | Calciatore         |
| -- | ----------------- | ----- | ------------------ |
| -  | Italia (bandiera) | A     | Stanislao Bozzi    |
| -  | Italia (bandiera) | C     | Roberto Chiancone  |
| -  | Italia (bandiera) | D     | Franco Cornaro     |
| -  | Italia (bandiera) | C     | Renzo Corni        |
| -  | Italia (bandiera) | C     | Franco Delli Santi |
| -  | Italia (bandiera) | D     | Stefano Fabbri     |
| -  | Italia (bandiera) | A     | Luigi Falanga      |
| -  | Italia (bandiera) | C     | Giuseppe Fichera   |
| -  | Italia (bandiera) | D     | Adiano Grava       |
| -  | Italia (bandiera) | D     | Leopoldo Grimaldi  |

| N. |                   | Ruolo | Calciatore         |
| -- | ----------------- | ----- | ------------------ |
| -  | Italia (bandiera) | C     | Nicola Labrocca    |
| -  | Italia (bandiera) | D     | Gaetano Manzi      |
| -  | Italia (bandiera) |       | Marella            |
| -  | Italia (bandiera) | C     | Domenico Masuzzo   |
| -  | Italia (bandiera) | D     | Gino Pigozzi       |
| -  | Italia (bandiera) | P     | Roberto Sorrentino |
| -  | Italia (bandiera) | C     | Alfredo Spada      |
| -  | Italia (bandiera) | C     | Ermenegildo Valle  |
| -  | Italia (bandiera) | D     | Edi Zambon         |
| -  | Italia (bandiera) | C     | Alfredo Zica       |